# Ina von Grumbkow

Das Wappen der Familie von Grumbkow

Viktorine Helene Natalie von Grumbkow, später Ina Reck (* 15. September 1872 in Övelgönne bei Hamburg; † 30. Januar 1942 in Berlin), war eine deutsche Reiseschriftstellerin.

## Leben
Sie entstammte dem alten pommerschen Adelsgeschlecht Grumbkow und war die Tochter des Viktor von Grumbkow (1842–1872) und der Ina Bendixen (1840–1914). Ihr Vetter war der Schriftsteller Waldemar von Grumbkow (1888–1959).
Als Grumbkow mit dem Berliner Geologen Walther von Knebel verlobt war, unternahm dieser 1907 eine Expedition in das menschenleere Innere von Island, von der er nicht mehr zurückkehrte. Man erfuhr nur, dass er zuletzt mit seinem Freund und Reisegenossen Max Rudloff in einem Boot auf den See Öskjuvatn, den See an der Askja, hinausgefahren war.
Grumbkow wollte sich mit dem spurlosen Verschwinden ihres Verlobten nicht abfinden und unternahm – ungewöhnlich für die Zeit – 1908 selbst eine Reise in die Gegend, um zumindest seine Leiche aufzufinden und zu bergen. Dies gelang ihr zwar nicht, andererseits fand sie in ihrem Reisegenossen Hans Reck, ebenfalls einem Geologen, ihren zukünftigen Ehepartner. Außerdem schrieb sie ein Buch über ihre Reise mit dem Titel Ísafold.
Die bemerkenswerte Frau, die sich 1907 nicht in der Lage fühlte, ihren Verlobten Walther von Knebel (1880–1907) auf dessen geologischer Island-Expedition zu begleiten, erinnerte nach ihrer Suchexpedition im Sommer 1908 im Vorwort ihres 1909 in Berlin erschienenen Buches (Ísafold. Die Eisumschlungene) an die strapaziösen Vorbereitungen zur Durchführung ihrer Island-Expedition: „Nachdem ich dann in Island auf einer Probe-Expedition durch die Halbinsel Reykjanes bewiesen hatte, dass ich längeren Ritten gewachsen sei, traten wir die Reise durch die Insel an.“ Ihre Route quer durch Island von Süd nach Nord – teilweise auf den Postpfaden, Straßen gab es zu dieser Zeit in Island noch nicht – verlief ungefähr so: Reykjavík – Hekla – Laki-Krater – Tungnafellsjökull (also quer durch die Region Suðurland = Südland) – Sprengisandur – Akureyri in Nordisland als Zwischenstation der Suchexpedition ins zentralisländische Hochland. Akureyri – Mývatn – Ódáðahraun – Herðubreið – Dyngjufjöll – Askja. Im Juli 1907 hatten diesen Weg ab Akureyri in etwa auch die verschollenen deutschen Forscher Walther von Knebel und Max Rudloff zur Askja gewählt, deren großer Kratersee ihnen zum Verhängnis wurde. Nach ihrer wochenlangen erfolglosen Suche bewältigten Ina von Grumbkow und ihr Begleiter Hans Reck eine ebenso beschwerliche Rückreise zu Pferde auf dem Postpfad, teilweise gemeinsam mit dem damaligen Postboten, zur Hauptstadt Reykjavík, die sie mit dem Island-Dampfer Ceres am 8. September 1908 in Richtung Heimat verließen.
Nach ihrer Rückkehr von der Reise heiratete Grumbkow am 9. Februar 1912 den 14 Jahre jüngeren Hans Reck und lebte mit ihrem Mann, später Professor, zeitweilig in Afrika. Am Berg Tendaguru im damaligen Deutsch-Ostafrika, heute Tansania, machten sie Ausgrabungen für das Berliner Museum für Naturkunde. Nach Ende der deutschen Kolonialära wurden Ina und Hans Reck von den Briten für längere Zeit in Daressalam interniert.
Ina von Grumbkow, verheiratete Reck, zog sich nach dem Tod ihres Mannes auf afrikanischem Boden im Jahr 1937 für immer nach Deutschland in die gemeinsame Villa in Glienicke bei Berlin zurück und verstarb dort unglücklich und vereinsamt während der Zeit des Zweiten Weltkrieges 1942. Ihre Grabstelle ist nicht bekannt.

## Werke
- Ina von Grumbkow: Ísafold. Reisebilder aus Island. Dietrich Reimer (Ernst Vohsen), Berlin 1909, OCLC 934807198 (Volltext online HTML, kostenfrei, XXIII, 202 Seiten, zahlreiche Illustrationen, Online-Version erstellt von Dieter Graser, kein PDF); Neuauflage mit einem Nachwort von Marion Malinowski (Hrsg.): Ísafold. Reisebilder aus Island. LiteraturWissenschaft.de, Marburg Oktober 2006, ISBN 978-3-936134-15-5.
- Ina Reck: Mit der Tendaguru-Expedition im Süden von Deutsch-Ostafrika, Reimer, Berlin 1924, OCLC 10444699; Nachdruck: Salzwasser, Paderborn 2013, ISBN 978-3-8460-4208-3.
- Ina Reck: Auf einsamen Märschen im Norden von Deutsch-Ostafrika, Reimer, Berlin 1925, DNB 575740728, OCLC 25952339.